# Сканаві Марк Іванович
Марк Іванович Сканаві (14 січня 1912, Санкт-Петербург — 1972) — радянський математик, викладач, редактор популярних збірників задач для вступників у ЗВО.

## Біографія
Мати: Марія Семенівна Сканаві-Григор'єва (1884—1958), народилася в Петербурзі в сім'ї педагогів-математиків. У 1935 році їй було присвоєно ступінь доктора хімічних наук, таким чином, вона стала першою в країні жінкою — доктором-хіміком.
Батько: Іван Александрович Сканаві (1887—1954), професор Політехнічного інституту в Санкт-Петербурзі.
У дитинстві М. І. Сканаві навчався музиці (віолончель) і рано почав писати вірші.
Закінчив Ленінградський державний університет, механіко-математичний факультет. Учень О. Ф. Берманта.
З 1958 по 1965 роки був завідувачем кафедри вищої математики Московського інженерно-будівельного інституту ім. В. В. Куйбишева.
Вів заняття з математики для вступників до ВНЗ в телевізійній навчальній програмі.
Сучасники відзначають, що М. І. Сканаві був винятковим, артистичним викладачем, мав феноменальну пам'ять.
Протягом усього життя писав вірші і п'єси, як режисер здійснив ряд постановок у самодіяльних студентських колективах МДУ і МІСІ.
Помер в 1972 році, раптово, через два тижні після свого 60-річчя, в улюбленому пансіонаті на Клязьмі.